# Arlington (Oregon)
Arlington è una città degli Stati Uniti d'America situata nell'Oregon, nella Contea di Gilliam.